# Valorant
Валорант је бесплатна игрица Рajoт гејмса која се игра у више играча. Игрица је први пут најављена у октобру 2019. године. Изашла је 2. јуна 2020, након затворене бета верзије.

## Гејмплеј
Валорант је тимска тактичка игрица која се игра из првог лица.Смештена је у блиској будућности. Играч бира свог лика тј. агента од тренутно 16 различитих који потичу из различитих култура и земаља. У класичном моду играчи бирају да ли ће бити у нападачком или одбрамбеном тиму,сваки тим се састоји од 5 играча. Сваки агент има различите способности,а на играчу је да развије економични систем трошења средстава на основу којих купује магије или оружја. Игрица пружа широк асортиман оружја међу којима су рафали,митраљези,снајпери,пиштољи и ножеви. Тим који напада има бомбу која се зове Спајк, која мора да буде постављена на одређено место. Ако нападачки тим успе да одбрани постављену бомбу од одбрамбеног тима и она експлодира,нападачки тим добија поен. Ако одбрамбени тим успешно деактивира бомбу или 100 секунди предвиђених за рунду истекне,одбрамбени тим добија поен. Ако су сви чланови једног тима убијени,противнички тим добија поен. Након 12 рунди нападачки тим постаје одбрамбени и обрнуто. Први тим који скупи 13 поена (од укупно 24 рунде) је победио.

## Развој
Валорант је игрица коју прави Риот Гејмс, која је претходно направила једну од најпопуларнијих игрица Лигу Легенди (познатија као ЛоЛ).Развој игрице је почео 2014. године унутар њиховог сектора за истраживања и развој. Џо Зиглер, продуцент Валоранта је заслужан за идеју о концепту Валоранта. Тревор Ромлески, бивши дизајнер Лиге Легенди и Салваторе Гарозо, бивши професионални играч и дизајнер мапи за ЦС:ГО су дизајнери Валоранта.

## Излазак
Игрица је први пут најављена под називом Пројекат А у октобру 2019. године, а званично је најављена 1. марта 2020. када је први пут на Јутјубу изашао снимак гејмплеја под називом Рунда. Затворена бета верзија је трајала од 7. априла 2020. до 2. јуна 2020. у САД, Европи, Канади, Русији и Турској. Игрица је у потпуности изашла 2. јуна 2020. од када се може једноставно инсталирати са Валорант сајта.